# Paulin z Noli
Paulin z Noli, Paulin Miłościwy, Poncjusz Meropiusz Anicjusz Paulin (łac. Pontius Meropius Anicius Paulinus, fr. Paulin de Nole, wł. San Paolino di Nola, cs. Паѵлінъ Милостивый; ur. ok. 353 w Bordeaux, zm. 22 czerwca 431 w Noli) – rzymski kapłan i poeta chrześcijański, biskup Noli, święty katolicki i prawosławny.

## Życiorys
Urodził się w Bordeaux lub w dobrach rodzinnych w pobliżu miasta. Pochodził z bogatej, senatorskiej rodziny rzymskiej, posiadającej rozległe dobra w Galii, Hiszpanii i Italii. Otrzymał staranne wykształcenie. Jego nauczycielem w Bordeaux był poeta Auzoniusz. Po zdobyciu wykształcenia Paulin rozpoczął obiecującą karierę urzędniczą. W 378 wyjechał do Rzymu. Po otrzymaniu jednej z magistratur, będącej stopniem do senatu, staje się w krótkim czasie także i senatorem. Przyjmuje się, iż w połowie 378, czyli po śmierci cesarza Walensa, Paulin został prawdopodobnie konsulem (consul suffectus). W l. 381-382 był gubernatorem Kampanii ze stolicą w Neapolu. Tam też zetknął się z chrześcijanami i zaczął ich wspierać, budując m.in. hospicjum dla chorych i drogę dojazdową dla pielgrzymów do sanktuarium św. Feliksa. Zainteresował go również kult świętego Feliksa z Noli. Kariera polityczna Paulina kończy się jednak wraz ze śmiercią cesarza Gracjana w 383, kiedy to do władzy doszedł Magnus Maksymus. Prześladował on zwolenników poprzedniego cesarza, w tym i rodzinę Paulina, której dobra zamierzał zagarnąć. W tej sytuacji Paulin zrezygnował z urzędu gubernatora i powrócił do Akwitanii.
W l. 383-384 Paulin przebywał w Hiszpanii, gdzie ożenił się z kobietą o imieniu Terazja (Teresa), pochodzącą z zamożnej rodziny z Barcelony. Małżonkowie powrócili do Akwitanii, gdzie Paulin przyjął chrzest z rąk biskupa Bordeaux, Delfina, w 389. Jeszcze przed przyjęciem chrztu udał się do szkoły biskupa Ambrożego w Mediolanie, aby poznać lepiej wiarę chrześcijańską, a także spotykał się z wybitnymi biskupami galijskimi: św. Marcinem z Tours i Wiktrycjuszem z Rouen. Zamierzał jednak pozostać jedynie świeckim chrześcijaninem. Wkrótce potem wyjechał wraz z żoną do Hiszpanii, gdzie boleśnie przeżył śmierć swego syna (któremu nadano imię Celsus), zmarłego w osiem dni po urodzeniu. Pod wpływem tego wydarzenia postanowił radykalnie zmienić swoje życie. Od 393, za zgodą żony, zaczął wyprzedawać część swych posiadłości oraz posiadłości żony. Wtedy też został mnichem, zaprzestając współżycia małżeńskiego. Uzyskane ze sprzedaży majątku pieniądze przeznaczył na rzecz ubogich, wspieranie wdów i wykup niewolników. W międzyczasie został ostiariuszem, a w Boże Narodzenie 394 przyjmuje z rąk biskupa Lampiusza święcenia kapłańskie w kościele katedralnym w Barcelonie.
W 395, w towarzystwie żony i kilku domowników udał się do Noli, gdzie pozostały ostatnie jego dobra rodzinne. Tam też założył wspólnotę monastyczną oraz ufundował nową bazylikę na cześć św. Feliksa. Dużą część swojego klasztoru przeznaczył na potrzeby ubogim, o których mówił: “moi patroni”. Ich modlitwa miała stanowić fundament całej wspólnoty monastycznej, dlatego mieszkali oni na parterze klasztoru. Pomiędzy 408 a 415 zmarła żona Paulina, Terazja, prowadząca również życie mnisze w Noli.
W 409 Paulin został wyświęcony na biskupa. Kiedy wielu wiernych zostało uprowadzonych do Afryki pieniądze kościelne przeznaczał na ich wykupienie z niewoli. Gdy zabrakło majątku, miał sam przebrać się za niewolnika i zastąpić syna biednej wdowy. Tajemnica ta szybko wydała się jednak i biskup powrócił na katedrę. Jako biskup Paulin nawiązał szerokie stosunki z wielu osobistościami Kościoła, m.in. przyjaźnił się ze świętym Augustynem i świętym Hieronimem. Po śmierci pochowany został obok sanktuarium świętego Feliksa w Noli.
Jego żywot spisał kapłan Uraniusz, który spędził u boku świętego wiele lat. W XI wieku jego szczątki przeniesiono do Rzymu, do kościoła św. Bartłomieja. Obecnie spoczywają w sarkofagu-trumnie w kościółku w miejscowości Sutera na Sycylii obok relikwii św. Onufrego Wielkiego. Cerkiew w uznaniu jego trudów na rzecz biednych nazwała go Miłościwym.

## Twórczość
Paulin był znanym poetą. Uważany jest za czołowego poetę wczesnochrześcijańskiego na Zachodzie i za jednego z twórców (obok Prudencjusza) łacińskiej poezji chrześcijańskiej. Zachowały się jego trzydzieści trzy poematy, jedna z najwcześniejszych chrześcijańskich pieśni weselnych, pięćdziesiąt jeden listów, skierowanych do wielu wybitnych ówczesnych osobistości, m.in. do Augustyna, Hieronima, Marcina z Tours, Ambrożego z Mediolanu, Sulpicjusza Sewera, Pammachiusza, Amanda i Delfina z Bordeaux. Ukazują one autora jako człowieka łagodnego i uczciwego.

## Kult
Wspomnienie liturgiczne św. Paulina w Kościele katolickim obchodzone jest 22 czerwca.
Cerkiew prawosławna wspomina Paulina Miłościwego 23 stycznia/5 lutego, tj. 5 lutego według kalendarza gregoriańskiego.